# Лишка, Иван
Иван Лишка (чеш. Ivan Liška; род. 8 ноября 1950, Прага, Чехословакия) — немецкий артист балета и хореограф чешского происхождения, художественный руководитель и хореограф Баварского государственного балета (1998—2016).

## Биография
Родился 8 ноября 1950 года в Праге, в семье художника Карела Лишки. Балетное образование получил в Пражской консерватории, по окончании которой, в 1964 году начал выступать в Пражском национальном театре.
Летом 1969 года покинул Чехословакию. С 1969 по 1974 год работал в Дюссельдорфе, в Немецкой опере на Рейне. С 1974 по 1977 год танцевал в Баварском балете в Мюнхене. После этого со своей женой балериной Колин Скотт переезжает в Гамбург, где с 1977 по 1998 год выступал в качестве ведущего танцовщика Гамбургского балета, более двадцати лет сотрудничая с хореографом Джоном Ноймайером. В этот период он создал множество ведущих партий в его балетах: Лизандр («Сон в летнюю ночь»), Пер Гюнт в одноименном балете, Моцарт («Окно в мир Моцарта»), Отец («История Золушки»), а также роли в «Страстях по Матфею», «Дон Кихоте», «Шуберт, Струнный квартет до мажор», главную партию в «Одиссее». Был партнёром Натальи Макаровой в «Онегине» Джона Кранко (Париж, Лондон, Нью-Йорк), Марсии Хайде — в экранизации «Дамы с камелиями» Джона Ноймайера.
В 1997 году, в Брно, на своей родине в Чехии, ставит первый балет The Dispute по Мариво.
1 сентября 1998 года стал директором Баварского государственного балета, оставил этот пост после сезона 2015/2016 годов.

## Семья
- Жена — Коллин Скотт (англ. Colleen Scott; род. Дурбан, ЮАР), балерина, балетмейстер[5]
  - Дети — двое сыновей.